# NGC 387
NGC 387 је елиптична галаксија у сазвежђу Рибе која се налази на NGC листи објеката дубоког неба.
Деклинација објекта је + 32° 23' 27" а ректасцензија 1h 7m 33,0s. Привидна величина (магнитуда) објекта NGC 387 износи 15,5 а фотографска магнитуда 16,5.